# مسرح سافوي
مسرح سافوي هو أحد مسارح وست اند في ستراند في مدينة وستمنستر، لندن، إنجلترا. يتسعُ المسرح ل1,150 شخص وتم أفتتاحه بتاريخ 10 أكتوبر 1881.